# Wallenia laurifolia
Wallenia laurifolia är en viveväxtart som först beskrevs av Nikolaus Joseph von Jacquin, och fick sitt nu gällande namn av Olof Swartz. Wallenia laurifolia ingår i släktet Wallenia och familjen viveväxter. Inga underarter finns listade i Catalogue of Life.